# Alpen-Mosaikjungfer
Die Alpen-Mosaikjungfer (Aeshna caerulea) ist eine Libellenart aus der Familie der Edellibellen (Aeshnidae), welche der Unterordnung der Großlibellen (Anisoptera) angehören. Es handelt sich bei der Alpen-Mosaikjungfer um eine große Libelle mit einer Flügelspannweite von maximal 9 Zentimetern, die in Mitteleuropa ausschließlich in den Moorgebieten der Alpen und des Schwarzwaldes zu finden ist. 

## Merkmale
Die Alpen-Mosaikjungfer erreicht Flügelspannweiten von 8 bis 9 Zentimetern. Der Brustabschnitt (Thorax) der Tiere ist schwarz gefärbt und besitzt blaue Seiten- und Dorsalstreifen. Auch der Hinterleib (Abdomen) ist schwarz mit blauer Zeichnung.

## Lebensweise
Die Alpen-Mosaikjungfer ist in den Monaten Juli bis August aktiv und ausschließlich an Hochmoorgewässern der Alpen und des Schwarzwaldes in Höhen über 1000 Metern über dem Meeresspiegel zu finden. Dabei entwickeln die Tiere vor allem vormittags und nachmittags eine besondere Aktivität, über die Mittagszeit findet man sie ruhend und sonnend auf Baumstämmen und Felsen.
Die Männchen fliegen auf der Suche nach Weibchen über die Wasserfläche. Die Paarung beginnt über dem Wasser und endet meistens in der Vegetation. Die Eier werden in den Torfboden eingestochen.

## Larvenentwicklung
Über die Entwicklung der Larven ist beinahe überhaupt nichts bekannt. Es wird vermutet, dass sie im Benthos auf dem Gewässergrund leben und nur nachts hervorkommen.

## Gefährdung
Vor allem durch die zunehmende Zerstörung der Moorgewässer, insbesondere die Trockenlegung derselben, verliert diese Libelle wie viele andere Moorarten ihren Lebensraum. Vor allem ihr sehr begrenzter Lebensraum macht eine Nutzung anderer Habitate unmöglich. Obwohl große Teile ihres Lebensraumes besonders im Schwarzwald unter Naturschutz stehen und sich die Lebensbedingungen nicht erkennbar verändert haben, ist sie dort ebenfalls vielerorts verschwunden. Die Art wird etwa in Deutschlands Roter Liste in die höchste Gefährdungskategorie „vom Aussterben bedroht“ eingeordnet.